# Jacura
Jacura è un comune del Venezuela situato nello stato del Falcón.
Il capoluogo del comune è la città di Jacura.